# إريك غونزاليس
إريك غونزاليس هي عارضة ومقدمة تلفزيونية فلبينية، ولدت في 20 سبتمبر 1990 في دافاو في الفلبين.

## وصلات خارجية
- إريك غونزاليس على موقع IMDb (الإنجليزية)
- إريك غونزاليس على موقع أول موفي (الإنجليزية)
- إريك غونزاليس على موقع قاعدة بيانات الفيلم (الإنجليزية)
- إريك غونزاليس على موقع كينوبويسك (الروسية)